# Georg Kellinghusen

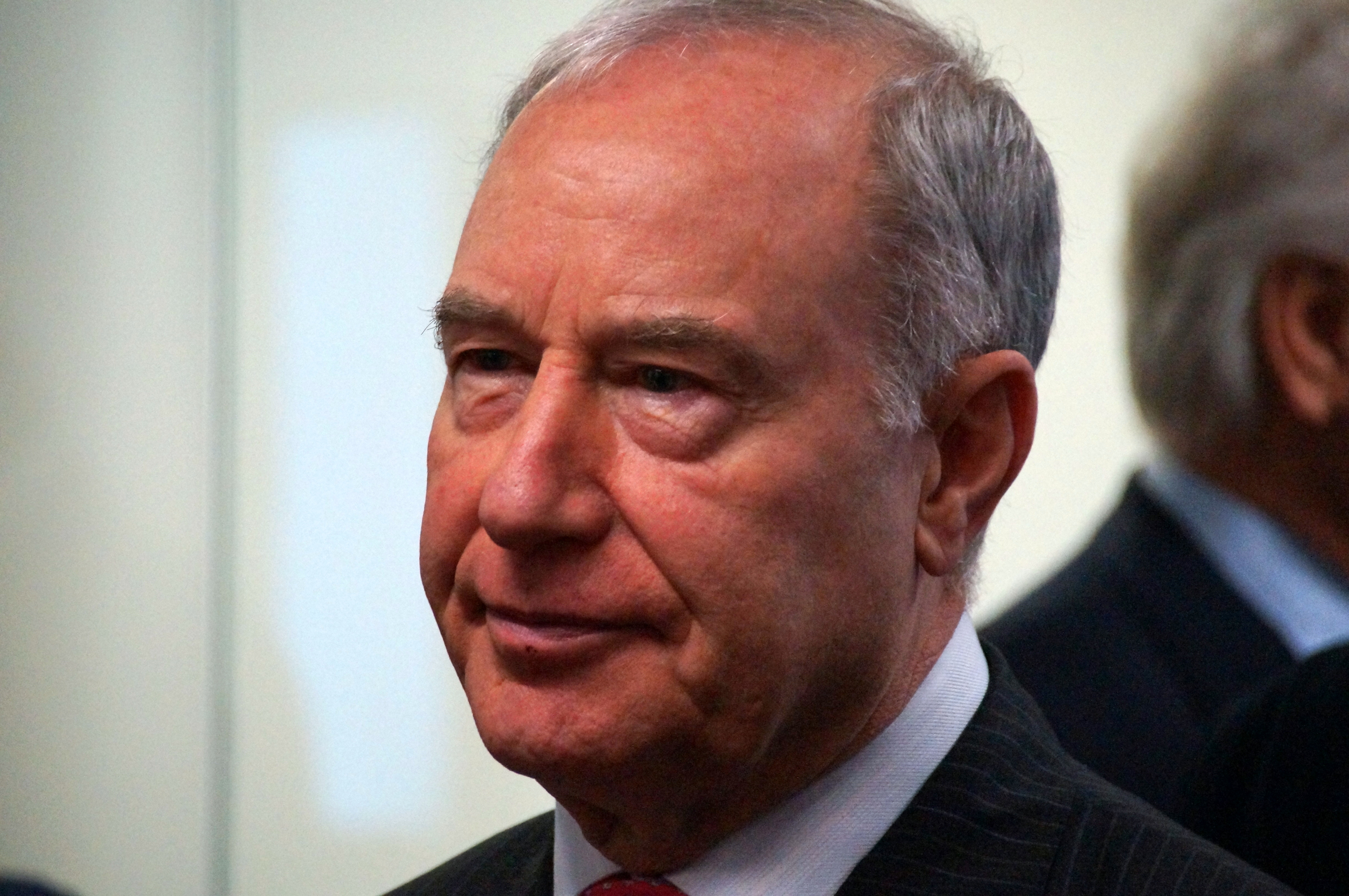
Georg Kellinghusen

Georg Kellinghusen (* 12. März 1947) ist ein deutscher Manager. Er leitet den Beirat von Simplifa, einem Start-up zur Digitalisierung des Aufzugsmanagements in Gebäuden. Kellinghusen war unter anderem von 2007 bis 2009 Vorstandsvorsitzender der Alno AG. Außerdem war er Finanzvorstand und Aufsichtsratsvorsitzender der BRAIN Biotech AG.

## Leben
Georg Kellinghusen besuchte die Internatsschule Schloss Eringerfeld. Nach dem Abitur 1967 diente er in der Bundeswehr, zuletzt als Leutnant der Panzertruppe.
1974 schloss er sein Studium der Betriebswirtschaft als Diplom-Kaufmann ab und wurde 1978 mit einer Arbeit über Rückstellungsprognosen im aktienrechtlichen Jahresabschluss zum Dr. rer. pol. promoviert.
In seiner beruflichen Laufbahn war Kellinghusen Vorstandsmitglied eines Geschäftsbereichs der Bertelsmann AG (1978–1989), CFO und Vorstandsmitglied des Batterieherstellers Varta AG (1989–1996), dann in gleicher Funktion beim Telefonunternehmen Vebacom GmbH/o.tel.o communications GmbH & Co/VR Telecommunications GmbH & Co (1996–2000), Finanzvorstand der Escada AG (2000–2005) und CFO (ab Februar 2006) sowie CFO und CEO (ab Juni 2006) der Zapf Creation AG. Seit April 2007 war er Vorstandsvorsitzender des Küchenherstellers Alno AG und zugleich CFO und Technik-Vorstand. In dieser Funktion restrukturierte er das in den roten Zahlen operierende Unternehmen, unter anderem durch eine außerbörsliche Emission von Wertpapieren über 250.000 € und den Abbau von rund 300 Arbeitsplätzen am Standort Pfullendorf. Sein bis zum 15. März 2010 laufender Vertrag wurde zum 1. Juni 2009 vorzeitig gelöst. Ab dem 1. September 2009 war Kellinghusen Geschäftsführer bei der Keiper GmbH & Co. KG in Kaiserslautern und verantwortete dort die Bereiche Finance & Controlling, IT, Global Human Resources sowie die Keiper-Aktivitäten in Nordamerika.
Durch seine Aktivitäten innerhalb der Keiper/Putsch-Gruppe kam Kellinghusen zur Brain Biotech AG, an der die Putsch-Gruppe mehrheitlich beteiligt ist. Kellinghusen war vom 1. Januar 2016 bis zur Hauptversammlung am 9. März 2017 im Vorstand der Brain Biotech AG als CFO tätig. Er war in dieser Funktion maßgeblich am Börsengang des Unternehmens im Jahr 2016 beteiligt. Von März 2017 bis August 2023 war Kellinghusen Mitglied des Aufsichtsrats der Brain Biotech AG, ab März 2019 als Vorsitzender. Seit 2021 ist Kellinghusen als Mediator und Gesprächspartner für Unternehmer tätig.

## Auszeichnungen
Am 6. November 2007 erhielt Kellinghusen den FINANCE-Award „CFO des Jahres“, insbesondere für seine Erfolge in der finanziellen und operativen Restrukturierung von angeschlagenen Unternehmen und in der Kommunikation mit Eigen- und Fremdkapitalgebern.